# Lacchiarella
Lacchiarella is een gemeente in de Italiaanse metropolitane stad Milaan (regio Lombardije) en telt 9137 inwoners (31-1-2025). De oppervlakte bedraagt 24,2 km², de bevolkingsdichtheid is 377,6 inwoners per km².
De volgende frazioni maken deel uit van de gemeente: Casirate Olona, Villamaggiore, Mettone.

## Demografie
Het aantal inwoners van Lacchiarella steeg in de periode 1981-2021 met 50,5% volgens cijfers uit de tienjaarlijkse volkstellingen van ISTAT.
| Jaar | Aantal inwoners |
| ---- | --------------- |
| 1981 | 6021            |
| 1991 | 6825            |
| 2001 | 7248            |
| 2011 | 8390            |
| 2021 | 9060            |

## Geografie
De gemeente ligt op ongeveer 98 m boven zeeniveau.
Lacchiarella grenst aan de volgende gemeenten: Zibido San Giacomo, Pieve Emanuele, Basiglio, Binasco, Siziano (PV), Casarile, Vidigulfo (PV), Giussago (PV), Bornasco (PV).